# The Afghan Whigs
The Afghan Whigs (укр. Афганські віги) — американський рок-гурт, заснований 1986 року.

## Про гурт
Гурт The Afghan Whigs заснований 1986 року студентами Університету Цинциннаті Грегом Дуллі (вокал, гітара), Джоном Керлі (бас-гітара), Ріком Макколлумом (соло-гітара) та Стивом Ерлом (барабани). 1988 року вони видали на інді-лейблі Ultrasuede свій дебютний альбом Big Top Halloween, який привернув увагу представників лейблу Sub Pop, що запропонували музикантам повноцінний контракт. Протягом наступних років The Afghan Whighs видали на Sub Pop три платівки — Up in It (1990), Congregation (1992) та мініальбом Uptown Avondale (1992), — а також виступали в США та Великій Британії.
1993 року The Afghan Whigs підписали контракт з великим лейблом Elektra Records. Їхні пісні почали звучати на MTV, зокрема неабияку популярність мав кліп «Debonair». На Elektra Records музиканти випустили ще декілька альбомів: Gentlemen (1993), мініальбом What Jail is Like (1994) та повноцінний альбом Black Love (1996). Деякі шанувальники не пробачили гуртові те, що The Afghan Whigs стали частиною музичного мейнстріму, і навіть створили фензин Fat Gred Dulli (укр. Товстий Грег Дуллі). Окрім цього, в складі гурту відбулися зміни й новим барабанщиком став Пол Бучин'яні. І хоча з ним 1998 року музиканти видали ще один альбом на лейблі Columbia — 1965, через те, що музиканти знаходилися в різних містах, 2001 року The Afghan Whigs розпалися.
Протягом наступних десяти років музиканти ненадовго возз'єдналися, щоб видати збірку хітів Unbreakable: A Retrospective 1990—2006, для якої було записано дві нові пісні. На початку 2010-х років The Afghan Whigs повернулися до концертів, виступивши на декількох фестивалях, а потім вирушивши до світового турне. 2014 року вийшов новий альбом Do to the Beast, записаний у зміненому складі, за участі лише двох оригінальних учасників — Грега Дуллі та Джона Керлі. Надалі музиканти перевидали класичні альбоми Gentlemen та Black Love. 2017 року вийшла нова платівка In Spades, присвячена новому гітаристові Дейву Россеру, який був хворим на рак та невдовзі помер. Після цього The Afghan Whigs на декілька років припинили існування, а Дуллі зосередився на співпраці із Марком Ланеганом. Після початку пандемії COVID-19 Дуллі повернувся до підзабутого проєкту та записав декілька пісень із запрошеними гостями, які 2022 року вийшли на власному лейблі музиканта як альбом The Afghan Whigs — How Do You Burn?

## Дискографія
- 1989 — Up In It
- 1992 — Congregation
- 1993 — Gentlemen
- 1996 — Black Love
- 1998 — 1965
- 2014 — Do To The Beast
- 2017 — In Spades
- 2022 — How Do You Burn?[2][3]